# Криштелу-Кову
Криштелу-Кову (порт. Cristelo Covo)  —  район (фрегезия) в Португалии,  входит в округ Виана-ду-Каштелу. Является составной частью муниципалитета  Валенса. По старому административному делению входил в провинцию Минью. Входит в экономико-статистический  субрегион Минью-Лима, который входит в Северный регион. Население составляет 847 человек на 2001 год. Занимает площадь 3,66 км².